# Roger Sherman
Roger Sherman (ur. 8 kwietnia?/19 kwietnia 1721 w Newton, zm. 23 lipca 1793 w New Haven) – amerykański prawnik i polityk. Sygnatariusz Articles of Association, Deklaracji Niepodległości, Artykułów Konfederacji oraz Konstytucji USA. Jeden z Ojców założycieli Stanów Zjednoczonych.

## Życiorys
Roger Sherman urodził się 19 kwietnia 1721 roku w Newton. Początkowo szkolił się na szewca, a w 1743 roku przeniósł się do Connecticut i wraz z bratem został mierniczym hrabstwa New Haven. Następnie rozpoczął studia prawnicze i w 1754 uzyskał prawo do prowadzenia własnej praktyki. W latach 1755–1766 pełnił różne funkcje w legislaturze stanowej Connecticut, będąc m.in. sędzią pokoju hrabstwa Lichfield. W 1766 został sędzią stanowego Sądu Najwyższego i pełnił tę rolę do 1788. Aktywnie uczestniczył w obradach Drugiego Kongresu Kontynentalnego i był członkiem pięcioosobowej grupy, która napisała Deklarację Niepodległości. W roku 1784 został dośmiertnym burmistrzem New Haven.
Podczas Konwencji Konstytucyjnej, która opracowywała projekt przyszłej Konstytucji USA pojawiły się sprzeczności odnoszące się do koncepcji władzy ustawodawczej i zasad wyborów do Kongresu. Roger Sherman wysunął wówczas propozycję nazwaną później „kompromisem Connecicut”. Zakładała ona dwuizbowy parlament, gdzie do Izby Wyższej każdy stan wybiera równą ilość reprezentantów, natomiast do Izby Niższej – proporcjonalnie do liczby ludności.
Od 1789 do 1791 Sherman był członkiem Izby Reprezentantów, a od 1791 do 1793 senatorem USA. Zmarł 23 lipca 1793 w New Haven.